# Mesosa sikkimensis
Mesosa sikkimensis är en skalbaggsart som beskrevs av Stefan von Breuning 1935. Mesosa sikkimensis ingår i släktet Mesosa och familjen långhorningar. Inga underarter finns listade i Catalogue of Life.